# Crisis de arrastre

En dinámica de fluidos, la crisis de arrastre, también conocida como la paradoja de Eiffel, es un fenómeno  muy contrario a la intuición donde, a medida que aumenta la velocidad del flujo, el coeficiente de arrastre del cuerpo (e incluso posiblemente su arrastre) disminuye(n) drásticamente, es decir, que en el que el coeficiente de arrastre cae repentinamente a medida que aumenta el número de Reynolds. Esto ha sido bien estudiado para cuerpos redondos como esferas y cilindros. El coeficiente de resistencia de una esfera cambiará rápidamente de aproximadamente 0,5 a 0,2 a un número de Reynolds en el rango de 300 000. Esto corresponde al punto en el que el patrón de flujo cambia, dejando una estela turbulenta más estrecha. El comportamiento depende en gran medida de pequeñas diferencias en el estado de la superficie de la esfera.

## Historia
La crisis de arrastre de la esfera parece haber sido anotada por primera vez por el estudiante ruso G.I.Lukyanov en 1905 que estaba experimentando en el túnel de viento de la Universidad de Moscú. Su maestro, Nikolai Zhukovsky conjeturó con bastante acierto que esta paradoja podía explicarse por el "desprendimiento de las líneas de corriente en diferentes puntos de la esfera a diferentes velocidades".
En Francia, fue en 1912 cuando los colaboradores de Eiffel, al medir la resistencia de esferas de diferentes diámetros, observaron que ésta disminuía en un determinado rango de velocidad (mientras ésta aumentaba, imagen contraria).
El ingeniero principal del túnel de viento menciona este problema en una carta a Eiffel. Este último respondió:
El 13 de agosto de 1912 /
Mi querido Sr. Rith,/
He recibido su carta del día 12.
Los resultados para la esfera de 24,4 con velocidades de 4 a 8 m son más que extraños y experimentos tan discordantes no pueden ser buenos. Hay que rehacerlos. Comprar una nueva esfera de 15-18 cm.

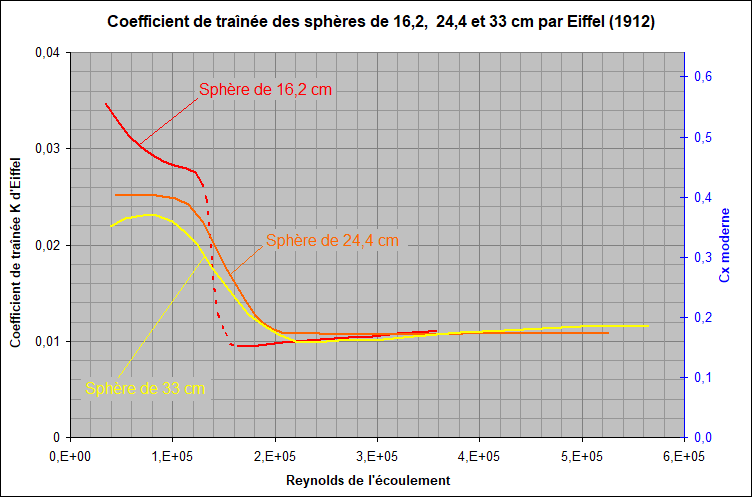
Coeficiente de arrastre K de las tres esferas de Eiffel

Era la primera vez, desde que Eiffel y sus colaboradores realizaban mediciones en su túnel de viento, que el arrastre de un cuerpo simple se les aparecía tan claramente como no relacionado simplemente con el cuadrado de la velocidad, aunque varias de sus mediciones les habían mostrado que este fenómeno podía existir por el rozamiento en cuerpos fusiformes
Más tarde, la paradoja fue descubierta de forma independiente en los experimentos de Gustave Eiffel y Charles Maurain.
Tras la jubilación de Eiffel, construyó el primer túnel de viento en un laboratorio situado en la base de la Torre Eiffel, para investigar las cargas del viento sobre las estructuras y los primeros aviones.  En una serie de pruebas descubrió que la fuerza de carga experimentaba un brusco descenso a un número de Reynolds crítico.
Este descubrimiento de la crisis de arrastre de las esferas fue además considerado, al principio, como erróneo: escribe Eiffel en su «NOTA SOBRE LA RESISTENCIA DE LAS ESFERAS EN EL AIRE EN MOVIMIENTO», nota que se presenta a la Academia de Ciencias en su sesión de30 de diciembre de 1912 : El principal laboratorio aerodinámico alemán, el de Göttingen, atribuyó a este coeficiente un valor dos veces y media superior [al que Eiffel había encontrado en su laboratorio del Campo de Marte]. Además, ha publicado que el que me había dado fue un error manifiesto de mi parte y sólo podía ser el resultado de un error de cálculo.
En su Nota a la Academia de Ciencias, Eiffel escribe: Verifiqué estas diversas conclusiones suspendiendo las esferas con hilos muy finos y observando su desplazamiento con respecto a la vertical por medio de un telescopio especial. Uno puede darse cuenta de estas anomalías y notar que efectivamente hay dos regímenes de flujo, al examinar el curso de los hilos [de aire] alrededor de la esfera usando un alambre ligero llevado por una varilla muy delgada. Por debajo de la velocidad crítica, se forma detrás [de la esfera] un cono de depresiones, de una longitud casi igual al diámetro de la esfera, y análoga a la que se produce detrás de las placas golpeadas normalmente por el viento por encima de esta velocidad crítica,existe el nuevo régimen por el cual este cono ha desaparecido y es reemplazado por una región donde el aire está relativamente tranquilo.
La paradoja fue explicada a partir de la teoría de la capa límite por el dinamizador de fluidos alemán Ludwig Prandtl.

## Explicación

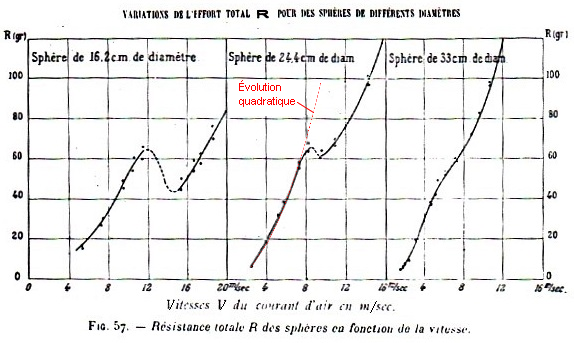
Trayectorias (¡en gramos-fuerza!) de tres esferas en función de su velocidad medida elaboradas por los colaboradores de Eiffel

La crisis de arrastre está asociada a una transición de flujo laminar a flujo de capa límite turbulento adyacente al objeto.  En el caso de las estructuras cilíndricas, esta transición se asocia a una transición de un desprendimiento de vórtices bien organizado a un comportamiento de desprendimiento aleatorio para números de Reynolds supercríticos, volviendo finalmente a un desprendimiento bien organizado a un número de Reynolds superior con un retorno a coeficientes de fuerza de arrastre elevados.
El comportamiento supercrítico puede describirse de forma semiempírica utilizando medios estadísticos o mediante un sofisticado software de dinámica de fluidos computacional (CFD) que tiene en cuenta la interacción fluido-estructura para las condiciones de fluido dadas utilizando la simulación de grandes remolinos (LES) que incluye los desplazamientos dinámicos de la estructura (DLES) [11].  Estos cálculos también demuestran la importancia de la relación de bloqueo presente en los accesorios intrusivos en el flujo de las tuberías y en los ensayos de túnel de viento.
El número de Reynolds crítico es una función de la intensidad de la turbulencia, del perfil de velocidad aguas arriba y de los efectos de pared (gradientes de velocidad).  Las descripciones semiempíricas de la crisis de arrastre suelen describirse en términos de un ancho de banda Strouhal y el desprendimiento de vórtices se describe mediante un contenido espectral de banda ancha.